# Zakałtus
Zakałtus (ros. Закалтус) – wieś w Rosji, w Buriacji, w rejonie kabańskim. W 2010 liczyła 495 mieszkańców.